# Gekko wenxianensis
Espèce
Gekko wenxianensis est une espèce de geckos de la famille des Gekkonidae.

## Répartition
Cette espèce est endémique du Gansu en Chine. Elle se rencontre dans les monts Qinling.

## Étymologie
Son nom d'espèce, composé de Wenxian et du suffixe latin -ensis, « qui vit dans, qui habite », lui a été donné en référence au lieu de sa découverte, le xian de Wen.

## Publication originale
- Zhou & Wang, 2008 : New species of Gekko (Squamata: Sauria: Gekkonidae) from China: morphological and molecular evidence. Zootaxa, n. 1778, p. 59-68.